# John Hynd
John Burns Hynd (ur. 4 kwietnia 1902, zm. 8 listopada 1971) – brytyjski polityk Partii Pracy, deputowany Izby Gmin.

## Działalność polityczna
W okresie od 21 lutego 1944 do 18 czerwca 1970 reprezentował okręg wyborczy Sheffield Attercliffe w brytyjskiej Izbie Gmin. Od 1945 do 1947 był też kanclerzem Księstwa Lancaster, a następnie w 1947 ministrem emerytur w pierwszym rządzie premiera Attleego.